# Saint-Benoît (Ain)
Saint-Benoît – miejscowość i dawna gmina we Francji, w regionie Owernia-Rodan-Alpy, w departamencie Ain. W dniu 1 stycznia 2016 roku z połączenia dwóch ówczesnych gmin – Saint-Benoît oraz Groslée – powstała nowa gmina Groslée-Saint-Benoît. Siedzibą gminy została miejscowość Saint-Benoît. W 2013 roku populacja Saint-Benoît wynosiła 836 mieszkańców. 